# Steirertor
Ein Steirertor ist im Sprachgebrauch des österreichischen Fußballs ein Tor infolge eines unglücklichen Tormannsfehlers.
Eine bekannte Geschichte erzählt: "Als Rudolf Hiden 1927 bei seinem ersten Spiel für den Wiener AC einen haltbaren Schuss eines nicht mehr namentlich bekannten Gegenspielers passieren ließ, ätzte sein Vordermann und Verteidiger Karl Sesta sichtlich erregt: „So a Türl kann a nur a Steirer kriegen“ (deutsch: „So ein Tor kann nur ein Steirer bekommen“) " Die Authentizität dieses Vorfalls gilt jedoch als zweifelhaft, die Wortherkunft an sich ist nicht bekannt. 